# Station Nantes

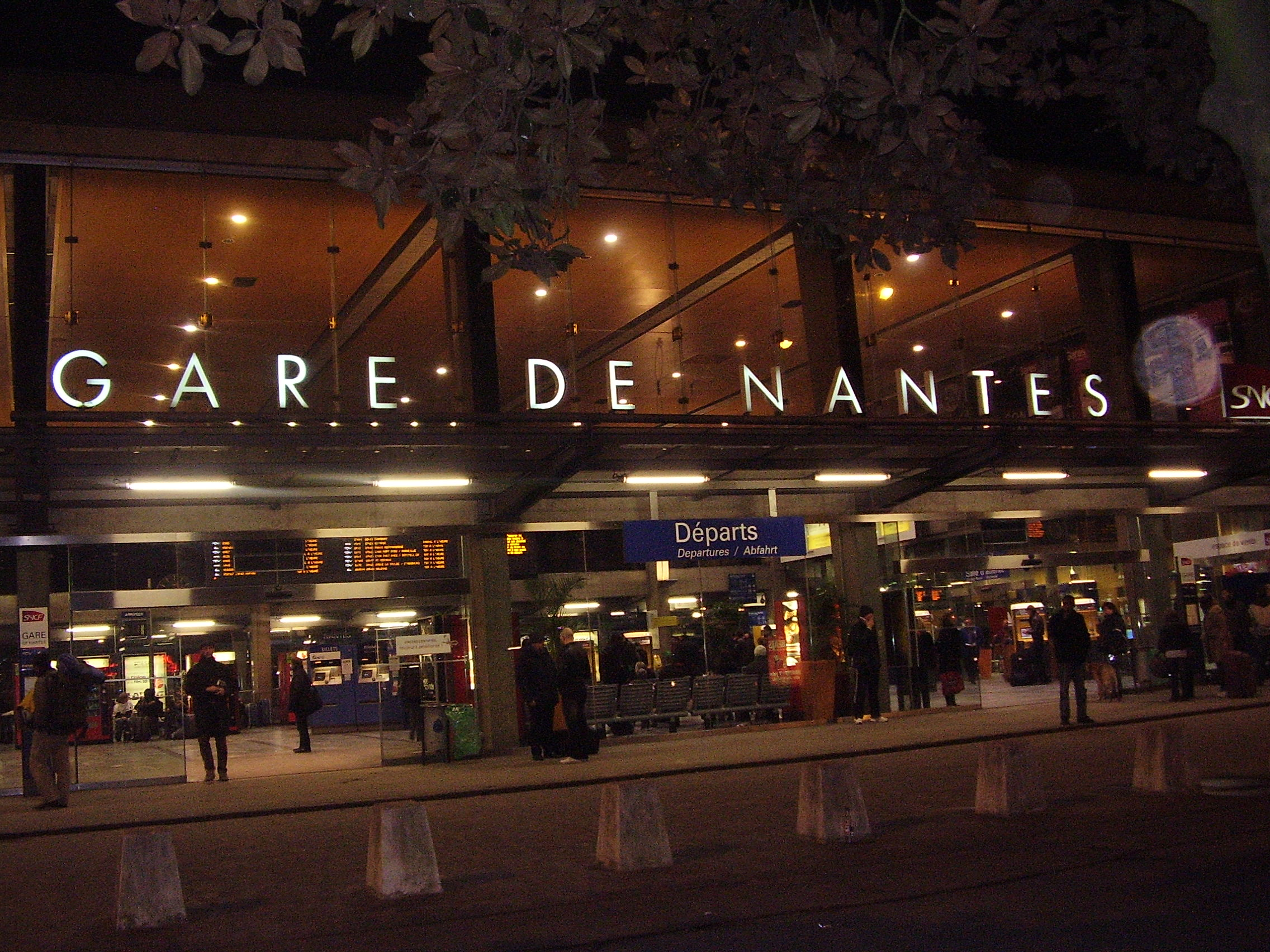
Noordelijke ingang station Nantes 's avonds

Station Nantes is een groot spoorwegstation en belangrijk spoorknooppunt in de Franse stad Nantes.
Per dag zijn er 22 verbindingen heen en terug met Station Paris Montparnasse, een traject dat ongeveer twee uur in beslag neemt met de Train à Grande Vitesse. Naast de TGV wordt het station ook gebruikt door het Intercités-net en is het station een belangrijk knooppunt van het Transport express régional (TER) van de Pays de la Loire.

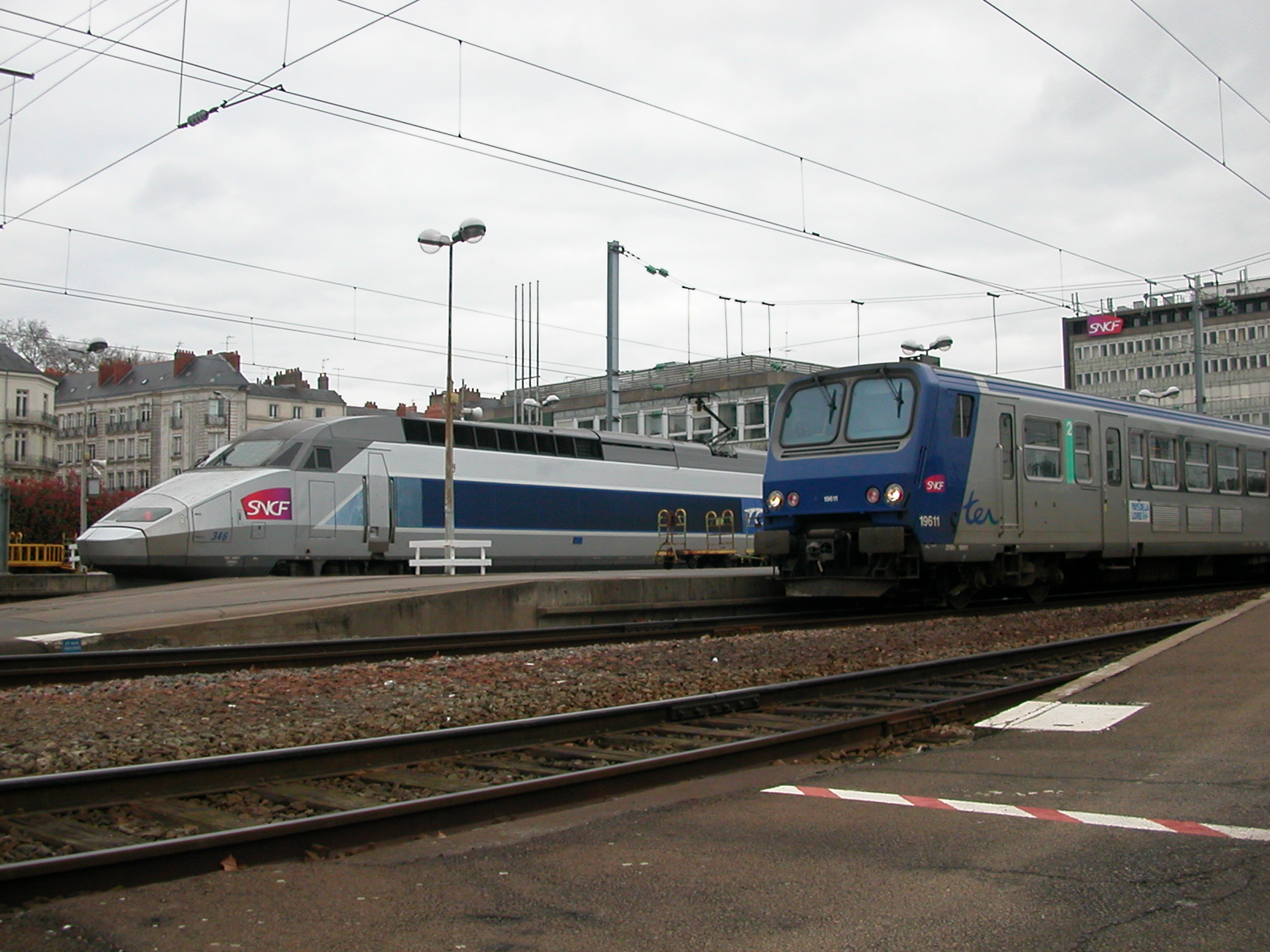
TGV en lokaal treinverkeer in het station Nantes